# Turnera subnuda
Turnera subnuda är en passionsblomsväxtart som beskrevs av Ignatz Urban. Turnera subnuda ingår i släktet Turnera och familjen passionsblomsväxter. Inga underarter finns listade i Catalogue of Life.